# 姚振炎
姚振炎（1932年9月—），江苏常熟人。中华人民共和国政治人物。

## 生平
1952年，毕业于交通大学土木系。历任燃料工业部基建司技术员，电力工业部基建司工程师，水利电力部基建司技术处副处长、基建司副司长、部副总工程师兼基建司司长。1985年9月，担任水利电力部副部长，1988年，起任国家能源投资公司总经理等职。1994年，担任首任国家开发银行行长。1998年3月，第九届全国人大第一次会议上，他当选全国人民代表大会常务委员会委员。